# Нуркопа
Нуркопа (каз. Нұрқопа) — озеро в Фёдоровском районе Костанайской области Казахстана. Находится в 5 км к югу от посёлка Андреевка.
По данным топографической съёмки 1943 года, площадь поверхности озера составляет 3,42 км². Наибольшая длина озера — 2,3 км, наибольшая ширина — 1,8 км. Длина береговой линии составляет 6,8 км, развитие береговой линии — 1,03. Озеро расположено на высоте 190,9 м над уровнем моря.